# Farmakogenomika
Farmakogenomika – dział nauki z pogranicza farmakologii i genomiki zajmujący się badaniem wpływu całego genomu danej osoby (polimorfizm genów) na odpowiedź na farmakoterapię, a także na badaniu genomu w celu wykrycia nowych potencjalnych punktów uchwytu dla leków.
Pokrewna dziedzina wiedzy to farmakogenetyka.